# Enric Marco
Enric Marco Batlle (Barcelona, 12 de abril de 1921-21 de mayo de 2022) fue un impostor español que afirmó falsamente haber sido prisionero en el campo de concentración nazi de Flossenbürg durante la Segunda Guerra Mundial. 
Fue premiado con la Creu de Sant Jordi por el gobierno catalán en 2001 y escribió un libro con sus pretendidas experiencias. Luego de que su mentira fuese publicada por el historiador Benito Bermejo, admitió la falsedad de sus afirmaciones y devolvió su medalla en 2005. También trabajó como sindicalista español, ejerció como secretario general de la Confederación Nacional del Trabajo ―CNT― tras afirmar, falsamente, que había sido amigo de Buenaventura Durruti, y como presidente de la Amicale de Mauthausen de España.

## Biografía

### Primeros años y Guerra Civil
Enric Marco Batlle nació en Barcelona. Huérfano de padre de nacimiento, su madre fue internada en una institución psiquiátrica donde pasaría el resto de su vida. Enric fue criado por una tía materna suya. 
El estallido de la Guerra Civil lo sorprendió siendo un adolescente. Se alistó en los batallones de la CNT y afirma que combatió con ellos en la batalla del Ebro. Pretendidamente afirmó haber participado en el fallido desembarco de Mallorca de Bayo, haber trabado amistad con el que, a la postre, sería el afamado maqui Quico Sabaté y haber sufrido graves heridas que le apartaron del frente justo cuando los nacionales consumaban la toma de Cataluña, heridas que, sospechosamente, no le dejaron secuelas. Acorde a la investigación de Cercas, Marco combatió en la batalla del Segre dentro de los batallones anarquistas, sin embargo, desmiente el resto de sus declaraciones por falta de pruebas o por considerarlas poco verosímiles.

### Prisionero en Alemania
Tras la guerra, Marco se asentó en Barcelona y contrajo matrimonio. Acorde a la investigación de Javier Cercas, Enric Marco, entonces conocido como «Enrique Marcos», convivía con la familia de la que entonces era su esposa y se dedicaba a trabajos menores en la ciudad. En algún momento pudo regularizar su situación ante las nuevas autoridades pese a haber sido un miliciano de la CNT y aprovechó el convenio entre España y la Alemania nazi para marcharse como trabajador voluntario con la esperanza de mejorar su condición de vida y de escapar del servicio militar. Fue trasladado a Kiel, una ciudad portuaria en el norte de Alemania, donde trabajaría como mecánico en la industria naval.
En un determinado momento fue apresado y pasó varios meses como prisionero en la cárcel de Kiel acusado de realizar comentarios derrotistas e izquierdistas en público; absuelto de las acusaciones, permaneció un tiempo más como trabajador en Kiel hasta que pudo regresar a España gracias a un permiso vacacional.

### Durante el franquismo
Marco llegó de permiso a Barcelona en 1943 para no regresar a Alemania. Tendría un hijo y una hija con su mujer y logró mejorar su nivel de vida, sin embargo, su tormentosa relación familiar hizo que abandonara el hogar conyugal en 1949. 
Marco se trasladó a vivir a Hospitalet de Llobregat, donde contraería matrimonio de nuevo y tendría dos hijas. Marco viviría de manera oscura trabajando como mecánico en un taller de su propiedad. Durante este tiempo también adoptaría otros nombres, como «Enrique Durruti» o «Enric Batlle». También afirmó haber militado en organizaciones clandestinas antifranquistas y haber estado varias veces en prisión por estos motivos, sin embargo, no existen testimonios que prueben ninguna de estas afirmaciones, si bien sí que llegó a ingresar en prisión en alguna ocasión pero debido a delitos comunes, no políticos.

### La Transición
Para la década de los 70, Marco contrajo matrimonio por tercera vez y comenzó a relacionarse con la joven alta burguesía catalana izquierdista, eso y sus relaciones con estudiantes universitarios le hicieron entrar en contacto de nuevo con la Confederación Nacional del Trabajo en plena época de la Transición.
Fue entonces cuando la actividad pública y política de Marco comenzó a ser conocida, cuando aún se hacía llamar «Enrique Marcos». Bajo tal nombre militó en determinado momento en la CNT y llegó a ser Secretario General de su Federación catalana en 1977 y Secretario General de la Confederación desde abril de 1978 hasta el V Congreso en diciembre de 1979. La CNT había tenido hasta el final de la guerra civil española una enorme importancia política, y tras la muerte de Francisco Franco existían importantes expectativas sobre su resurgimiento debido a la militancia de sus seguidores sobrevivientes en la oposición al franquismo, pero su renacimiento abierto en España tuvo lugar en medio de fuertes convulsiones y enfrentamientos entre grupos muy dispares.
Marco no resultó reelegido en el V Congreso de la CNT y se alineó con quienes impugnaron los resultados de este. Por su actividad en relación con ello, Marco fue expulsado de la CNT en abril de 1980. En 1984, el sindicalista Juan Gómez Casas, al reflexionar sobre el periodo en que Marco había ocupado esos cargos, recordaba lo poco o nada que se conocía a ciencia cierta sobre el pasado de aquel hombre
Enric Marco tras su etapa de cargos de responsabilidad en la CNT pasó a desarrollar una actividad intensa en el movimiento asociativo de padres de alumnos. En 1998 era vicepresidente de la FAPAC ―Federación de Asociaciones de Padres de Alumnos de Cataluña―, cargo que ejerció hasta que sus dos hijas mayores abandonaron la edad escolar.

### La vida del «prisionero de Flossenbürg»
Aunque sus afirmaciones sobre un supuesto encierro en los campos de concentración nazis  se remontan al menos a 1976, lo cierto es que solo a partir de finales de la década de los 90 que Marco se aproximó a las asociaciones que reunían a los españoles víctimas de la deportación a dichos campos. 
Marco aprovechó un viaje a Kiel en este tiempo para visitar el campo de concentración de Flossenbürg. Pese a no haber llegado ni siquiera a visitar el campo nunca, Marco se empapó sobre todo lo que atañó al campo de Flossenbürg. Aprovechando que tan solo hubo catorce españoles en dicho campo y que menos aún quedaban vivos capaces de desmentir que había estado internado en ese campo, Marco comenzó a afirmar de manera pública ser uno de los supervivientes y a asistir a los actos en conmemoración de las víctimas de los campos de concentración nazis.
Fue entonces cuando Marco afirmó que, tras la Guerra Civil, se involucró con organizaciones clandestinas antifranquistas y que, para huir de las autoridades, marchó al exilio a Marsella, desde donde tomó contacto con la Resistencia francesa. Al ser descubierto por la Gestapo, fue trasladado al campo de concentración de Flossenbürg, en Baviera. Este sería el relato fingido de Marco, quien usurpó el número y la identidad del prisionero Enric Moner Castell, un verdadero prisionero español de Flossenbürg. 
Poco después entró en contacto con la asociación Amical de Mauthausen en Barcelona que reunía a diferentes víctimas o familiares de víctimas españolas deportadas a campos de concentración nazis. Tras presentar como pruebas el acta de detención de Kiel, un registro falsificado de su nombre con el de otros prisioneros del campo de Flossenbürg y una fotografía de Enric Moner Castell que él hizo pasar por suya propia, fue admitido en la asociación. A los pocos meses fue elegido presidente de la misma asociación.
A partir de entonces, apareció en varios programas de televisión y documentales dando «testimonios» sobre su participación en la Guerra Civil, el exilio republicano, la resistencia antifranquista y los campos de concentración. Todo ello bajo la aureola de historiador después de estudiar en la Universidad Autónoma de Barcelona y con el estilo de Marco de mezclar sucesos puntuales de su vida real con epopeyas inverosímiles y falsas.
En virtud de su condición de «víctima de los campos de concentración», Marco recibió en 2001 la máxima distinción del gobierno catalán: la Creu de Sant Jordi.

### Se descubre la impostura
En abril de 2005 un informe del historiador Benito Bermejo Sánchez establecía que los relatos de Marco eran muy inconsistentes y demostraba que Marco nunca había sido exiliado republicano, sino que al terminar la guerra civil española se marchó a la Alemania nazi como trabajador voluntario virtud del tratado firmado entre Franco y Hitler para colaborar en el esfuerzo bélico alemán para la empresa Deutsche Werke Wreft. Marco nunca fue arrestado por resistencia antinazi ni mucho menos llegó a ser deportado al campo de Flossenbürg.
En mayo de 2005 se iba a producir un acto en el campo de concentración de Mauthausen, en Austria, al que acudiría el presidente del gobierno español José Luis Rodríguez Zapatero, donde Marco fue designado para dar el discurso en nombre de las víctimas españolas de los campos nazis. Sin embargo, apenas dos días antes de que se produjera, la impostura de Marco quedó al descubierto y regresó a España aduciendo una enfermedad. Inmediatamente, Marco convocó una rueda de prensa donde declaró que nunca había estado en Flossenbürg y dimitió de su cargo de presidente de la Amical de Mauthausen. También se exigió que devolviese la Creu de Sant Jordi, otorgada en el año 2001, sin embargo, Marco se negó aduciendo que, si bien no había sido víctima de los campos de concentración, sí que lo había sido de la represión nazi. Finalmente, Marco devolvió el galardón motu proprio, lo cual fue aceptado por el gobierno de la Generalidad de Cataluña en 2007.

### El epílogo
Después de 2005, tras haber reconocido la falsedad de sus relatos como "español deportado", Marco no rehuyó a los medios y sus apariciones en ellos no han sido escasas. Aunque ha reconocido que tal vez fue un error presentarse como la víctima que nunca fue, insistió en que sus intenciones eran buenas y en que lo hizo por ser más eficaz a la hora de transmitir los mensajes que él pretendía difundir: "Mentí porque me escuchaban más y así mi trabajo divulgativo era más eficaz". Considera que además él también conoció determinadas formas de represión y que "nadie puede decir si su sufrimiento era menor que el de los deportados".
En 2009 protagonizó el documental Ich bin Enric Marco, dirigido por Santi Fillol y Lucas Vermal, el cual seguía su visita al campo de concentración de Flossenbürg y a los lugares de Alemania en los que realmente estuvo como obrero.
En 2014 el escritor Javier Cercas publicó la novela biográfica El impostor, basada en sus conversaciones con Marco y en las investigaciones que llevó a cabo sobre la vida del personaje.
Marco también siguió afirmando haber sido un activista del movimiento libertario contra Franco y haber permanecido en la clandestinidad desde que regresó a España hasta el final del franquismo. Pero hoy su pretendido pasado de militante antifranquista está todavía más cuestionado al conocerse su calidad de "trabajador voluntario" en el Tercer Reich.[cita requerida]
En 2024 se estrenó la película Marco, dirigida por Aitor Arregi y Jon Garaño y con Eduard Fernández en el papel de Enric.